# Enrôlement

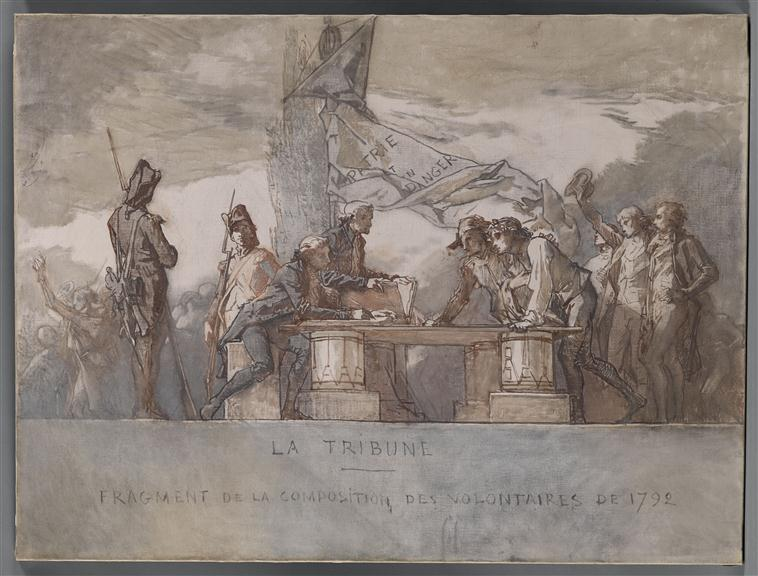
Thomas Couture. L'Enrôlement des volontaires de 1792. Étude de la tribune.

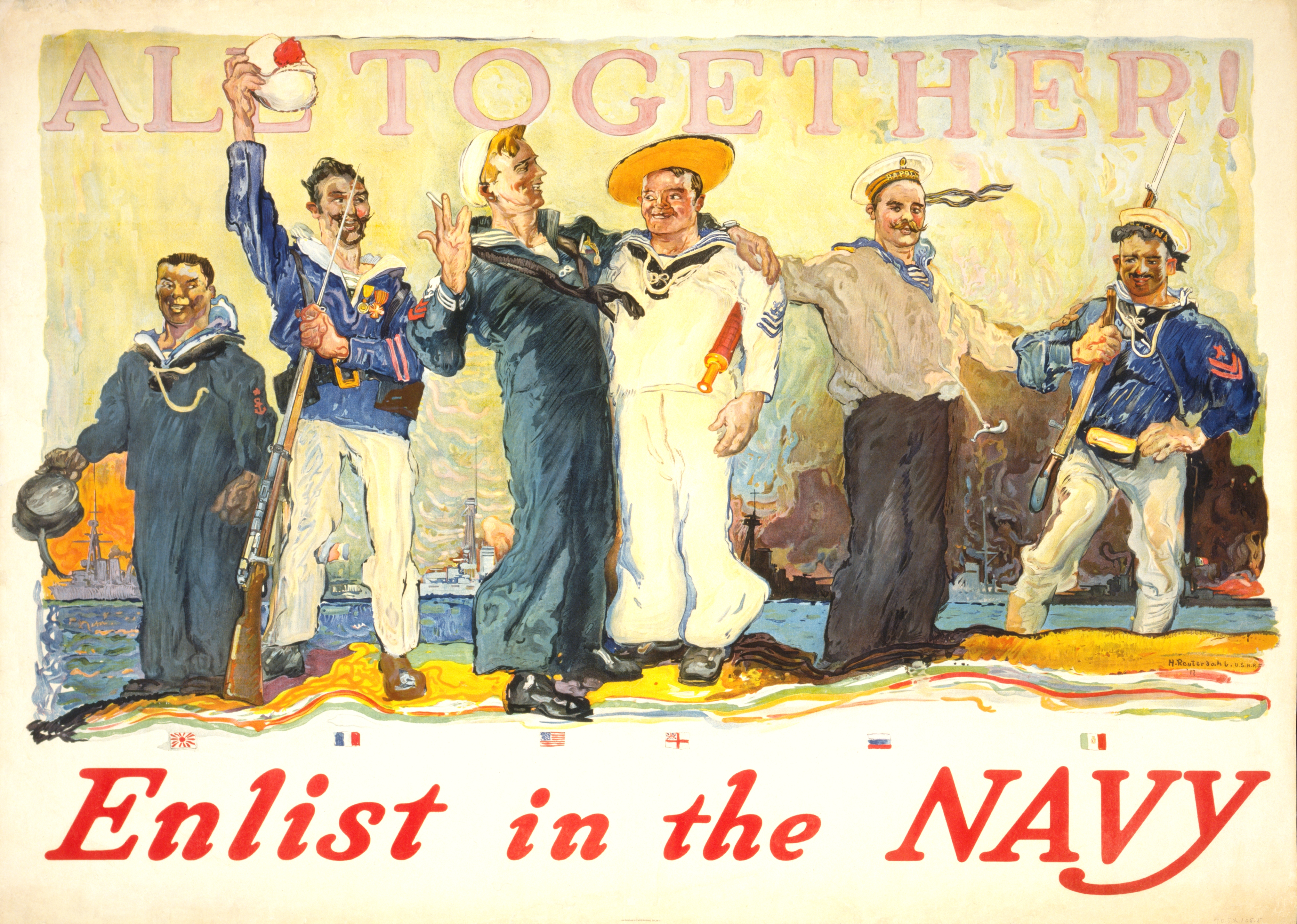
Enrôlez vous dans la Navy. Affiche de recrutement de l'US Navy montrant un marin américain parmi des marins de divers pays. De gauche à droite : Japon, France, États-Unis, Angleterre, Russie, Italie. 1917.

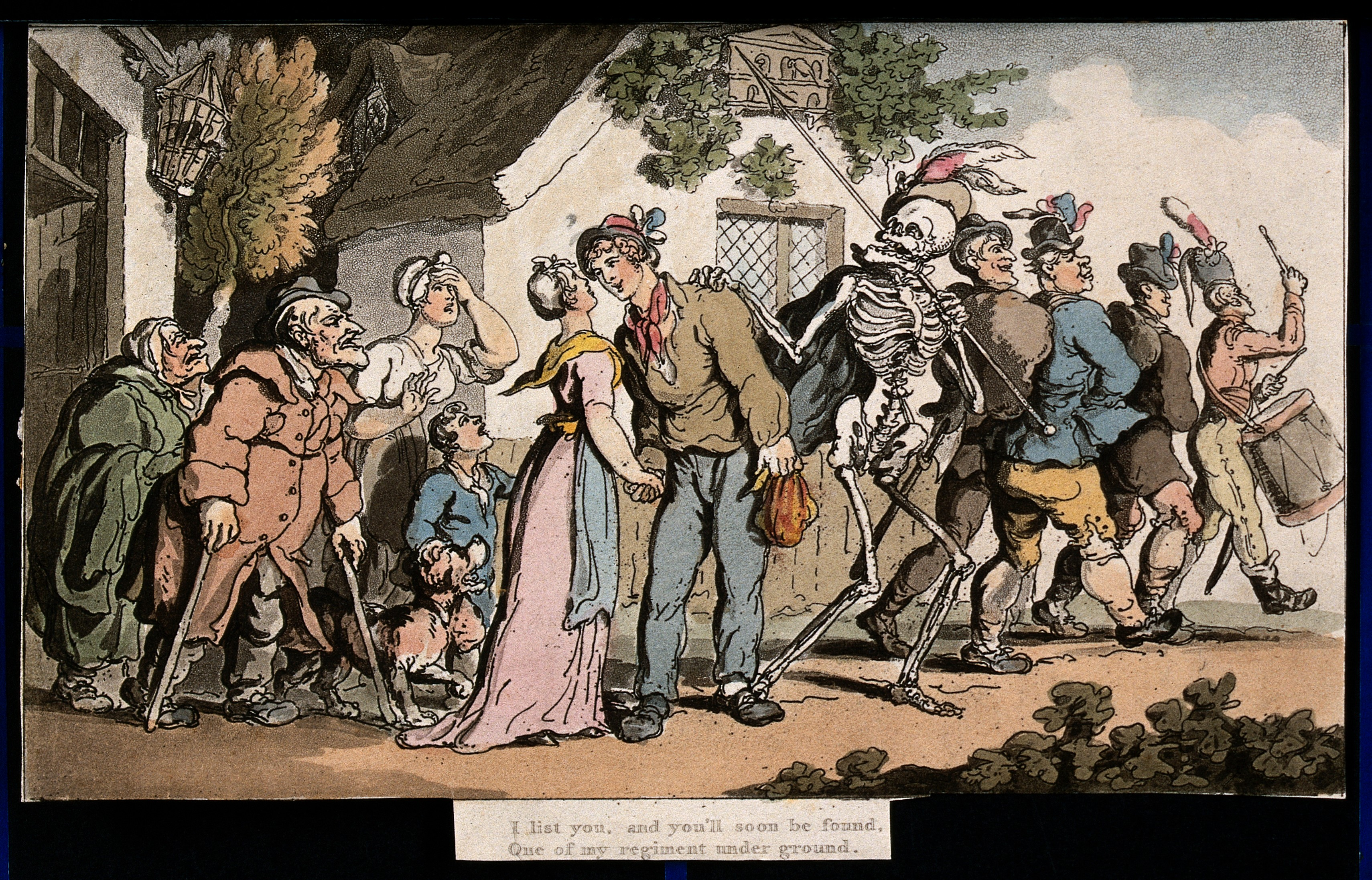
La danse de la mort ; la recrue. Aquarelle par Thomas Rowlandson, 1816.

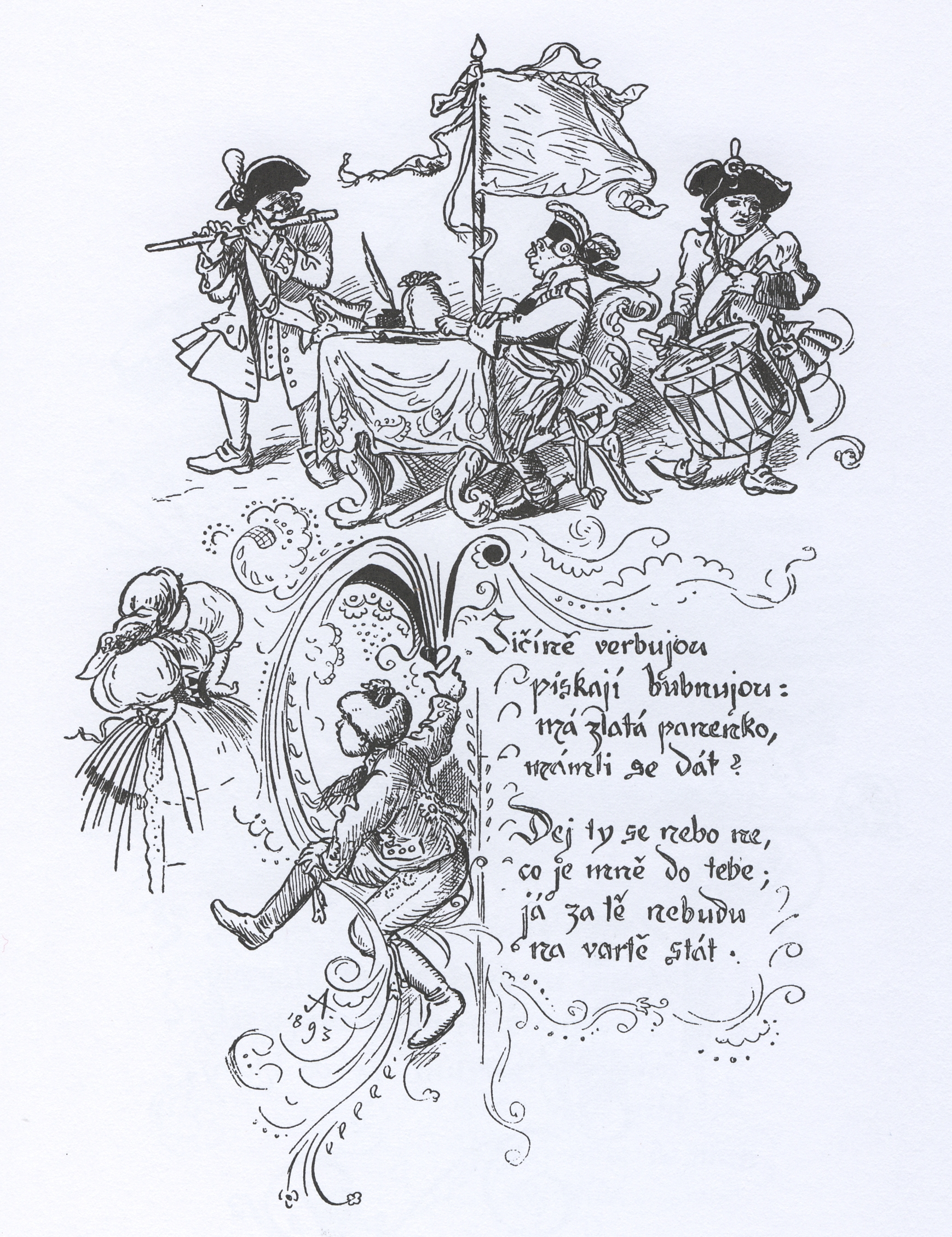
Mikoláš Aleš, 1893.

L’enrôlement est l'action d'inscrire sur un registre, un homme qui rentre au service militaire. C’est aussi l'action de devenir soldat auquel cas on parle d'engagement, quoique ce dernier suppose davantage de spontanéité.
L'enrôlement se distingue en enrôlement conscriptif (ou conscription, ou enrôlement par appel ou enrôlement forcé) et en enrôlement volontaire (enrôlement libre ou engagement volontaire). On parle aussi de levée en masse, réquisition, et d'appel (sous les drapeaux).
L'enrôlement d'initiation concourt à l'accomplissement de la mesure politique qu'on nomme le recrutement. Le recrutement exprime un mode de levées militaires et le moyen de « faire des hommes » par les engagements (ou enrôlement) volontaire ou par enrôlement forcé.

## Enrôlement volontaire
L'enrôlement volontaire ou enrôlement libre ou engagement volontaire comme s'exprimera la Loi Gouvion-Saint-Cyr lors de la restauration est une sorte d'enrôlement dont les premiers essais ont succédé a la convocation du ban et arrière ban du Moyen Âge. L'aurum tironicum était en usage sous les empereurs romains. Une loi de 375 appelait « achat » cet enrôlement. Le prix s'en acquittait à l'aide du tribut imposé aux provinces où les levées d'hommes étaient représentées par une imposition en numéraire. L'enrôlement remonte en France au temps des compagnies d'ordonnance ou du moins ce n'est qu à partir de cette époque qu'une loi royale en a posé les principes. Louis XI après la suppression des francs-archers n'eut recours qu'à l'enrôlement volontaire pour mettre sur pied des troupes soit françaises, soit suisses. - Il y a eu de milices à milices et de période à période des différences marquées dans les formes de l'enrôlement. Depuis Louis XIV jusqu'en 1789, l'enrôlement a été le principal moyen de recrutement ; le tirage à la milice était le moyen secondaire. En 1688, l'engagement n'était permis que pour deux ans ; dans le siècle suivant, il était de huit ans. Le décret du 16 mars 1789 changeait l'ancienne législation; il disposait que l'enrôlement volontaire serait le seul moyen de « faire des hommes ».
L'insuffisance de cette ressource fut reconnue bientôt ; la levée en masse, la première réquisition, la conscription, les appels, alimentèrent depuis ces époques l'armée française, et devinrent à leur tour le moyen principal. Les règles relatives à l'enrôlement ont varié quant au chiffre de l'âge militaire légal, quant au chiffre de l'âge d'inhabilité à l'enrôlement, quant aux formules et à la confection de l'acte qui le sanctionne, quant à la mesure des tailles, quant aux primes que la loi accordait aux recrues. La loi a permis que l'âge d'enrôlement volontaire soit moins avancé que celui de l’enrôlement forcé ; elle a déclaré nul l'enrôlement s'il est contracté par un homme appelé, par un marin inscrit dans les classes maritimes. L'enrôlement volontaire ne peut avoir lieu qu'autant que celui qui le contracte est exempt d infirmités. Ce fait est constaté par une visite ordonnée par le maire qui reçoit l'enrôlement. L'enrôlement volontaire est devenu accessoire après avoir été le mode principal. Cette révolution tient à ce que ses résultats sont d'autant moins assurés que les propriétés sont plus divisées, que les peuples sont plus heureux et que l'exiguïté de la solde comparée au salaires élevés de l'artisan des grandes villes tend à éloigner du service libre les jeunes gens dont le savoir ou l'industrie rendent douce l'existence. Cet effet d'une cause qu il faut bénir impose à la France comme une charge inévitable la conscription sous quelque nom qu'on la désigne sans cette ressource la patrie resterait désarmée. Le souvenir des temps anciens fournit une preuve de plus : rarement on voyait en temps de paix de bons sujets se faire volontairement simples soldats; plus il y a eu de ces enrôlés, plus le nombre des déserteurs à l'étranger était grand. Dans les milices anglaise autrichienne, etc. ce n'était que le rebut de la nation qui s'enrôlait. La loi du 10 mars 1818 consacrait vicieusement une fiction ; elle supposait que l'armée était un résultat d'engagements dont les appels comblaient l'insuffisance ; c'était une concession faite à ce principe étourdiment proclamé en 1814. Il n'y a pas de conscription. Jamais avant la révolution le recrutement par enrôlement spontané n'a pu annuellement produire dans le royaume plus de vingt mille hommes. Comparativement aux années antérieures à la révolution, il s'engageait annuellement deux fois moins d'hommes, quoique la profession des armes fût devenue et mieux rétribuée et moins dure et plus honorable. Cette différence du nombre des recrues prouve que le peuple était deux fois plus heureux qu'autrefois.

## Enrôlement conscriptif
L'enrôlement conscriptif, ou enrôlement par appel, ou enrôlement forcé est une conséquence de la levée d'une conscription. Cette forme d'enrôlement découle en France pendant la restauration d'une nécessité plus absolue à cause de l'insuffisance de l'enrôlement volontaire. L'enrôlement conscriptif est alors l'ensemble de toutes les opérations municipales et départementales par lesquelles s'accomplissent des levées forcées; il est suivi de l'immatriculation des hommes appelés ou des jeunes soldats rejoignant le corps sur lequel ils sont dirigés en vertu de la loi.

## Enrôlement romain antique
Beaucoup de recrues de l'armée romaine sont romaines. Pendant la Tétrarchie, le recrutement des fils de soldats est devenu obligatoire et réaffirmé comme tel dans des lois de Constantin, conjugué à d'autres sources, volontariat, mercenariat, enrôlements plus ou moins forcés effectués comme au Haut-Empire, recrutement de barbares. Mais l'Empire a aussi pratiqué un système de fournitures par les propriétaires fonciers. Selon la thèse traditionnelle, ce serait Valens qui aurait mis en place un système combinant la fourniture de recrues par les propriétaires et un impôt de substitution, l'aurum tironicum, « l'or des recrues », permettant d'acheter celles-ci. Calqué sur l'organisation des prélèvements fiscaux, le système décrit par la loi de 375 dont Dioclétien aurait été l'initiateur, met en place une véritable « réquisition des hommes ». C'est sur les propriétaires, organisés en groupements de contribuables, que repose la charge de fournir des recrues, en principe des colons issus de leurs domaines, dans l'esprit du recrutement « citoyen » (même si ce système pouvait aussi permettre l'enrôlement — et l'intégration progressive —, d'anciens prisonniers barbares transformés en colons). La qualité de tels soldats était aléatoire et le prix dépendait du marché.

## Impressment britannique
La « presse » était un système de recrutement, utilisé notamment au Royaume-Uni, qui consistait à enrôler de force des gens pour servir dans l'armée, brutalement et sans préavis.

## L'enrôlement en France auXIXesiècle
En 1818 l'enrôlement était de six ans dans l'infanterie française ; à partir de 1824 la durée du service obligé est de huit ans dans l'infanterie de ligne, comme dans les armes quelconques.